# Johan Sevenbom

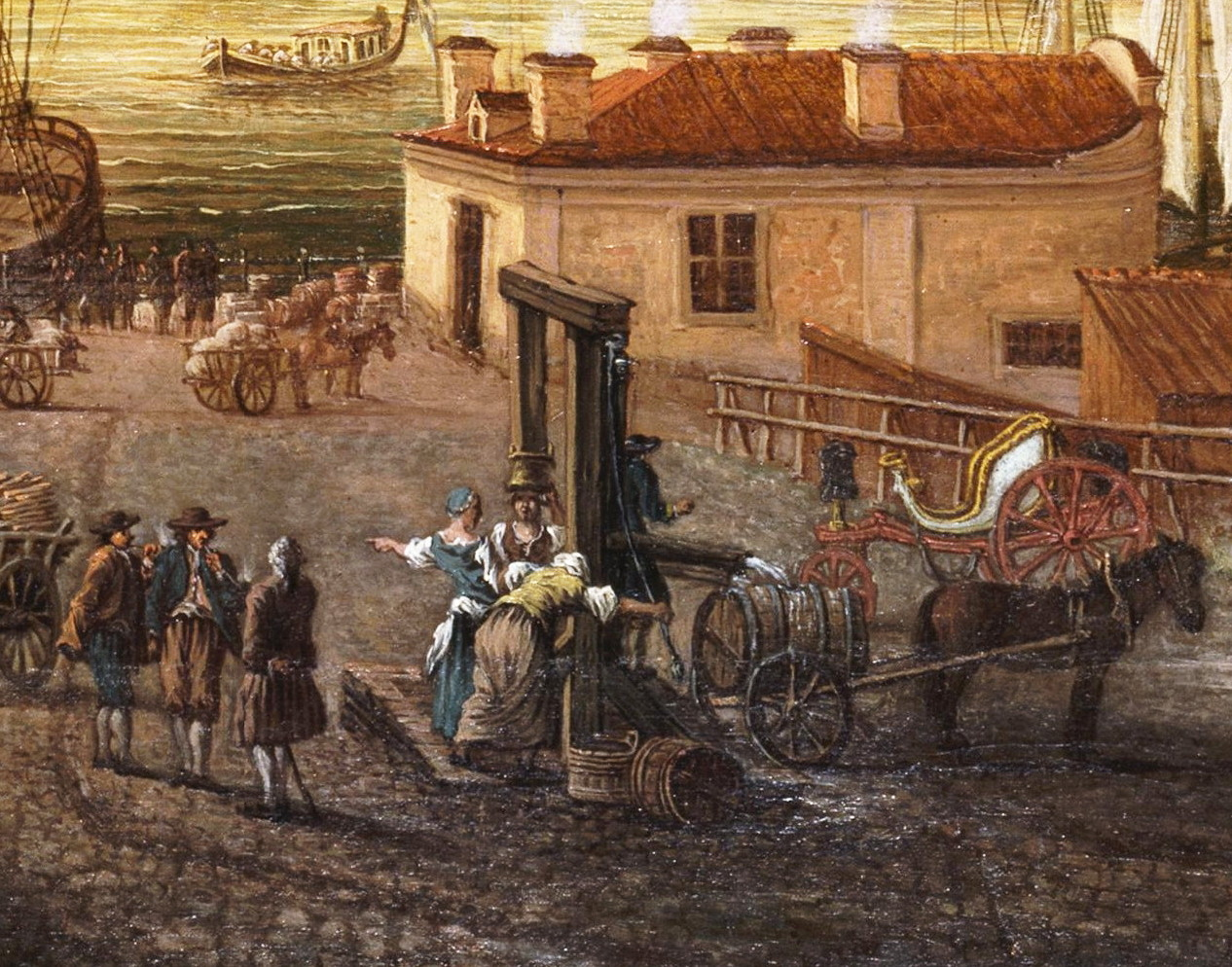
Brunnen på Brunnsbacken 1773.

Johan Sevenbom (Sävenbom, Sefvenbom), född 1721 i Närke, död 27  december 1784 i Stockholm, var en svensk konstnär.

## Biografi
År 1744 reste Johan Sevenbom till Stockholm för att utbilda sig till konstnär. Utan finansiella medel försökte han förena utbildningen med arbete. Han blev antagen som elev vid Konstakademien i Stockholm och 1750 begav han sig till Paris. Vid akademien i Paris blev han den första svenska akademieleven, som vid sidan av arbetet fick studera konst. Akademien i Paris var öppen på kvällarna och Sevenbom lärde sig att teckna efter modell och studera de gamla mästarnas verk.
Sevenbom stannade i Paris till 1760 då han återvände till Stockholm för att arbeta som målare på Stockholms slott. Efter några år fick han i uppdrag att måla ett antal landskapsvyer med olika svenska slott, bland annat Drottningholms slott, Gripsholms slott och Ulriksdals slott. 
Eftersom hans landskapsbilder med svenska slott blev mycket uppskattade fick han på 1760-talet uppdraget att varje år måla en tavla med en utsikt över Stockholm. Det blev femton målningar, men den sista i serien kunde han på grund av nedsatt hälsa inte själv avsluta. År 1773 blev Sevenbom professor vid Konstakademien. Sevenbom är representerad vid Nationalmuseum, Stadsmuseet i Stockholm, Uppsala universitetsbibliotek, Norrköpings konstmuseum, Stockholms rådhus och Residenset i Nyköping.
Från 1764 var Sevenbom gift med Catharina Elisabet Löfling. 

## Stockholmsutsikter i urval

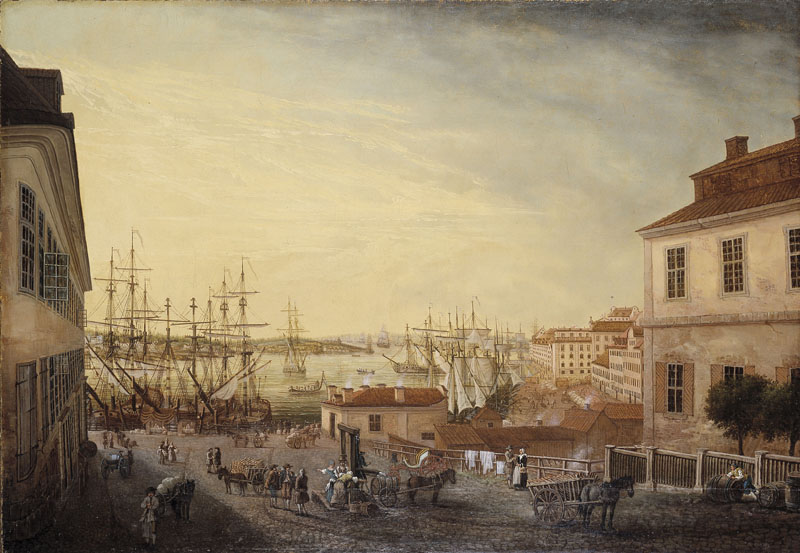
Från Brunnsbacken över Saltsjön
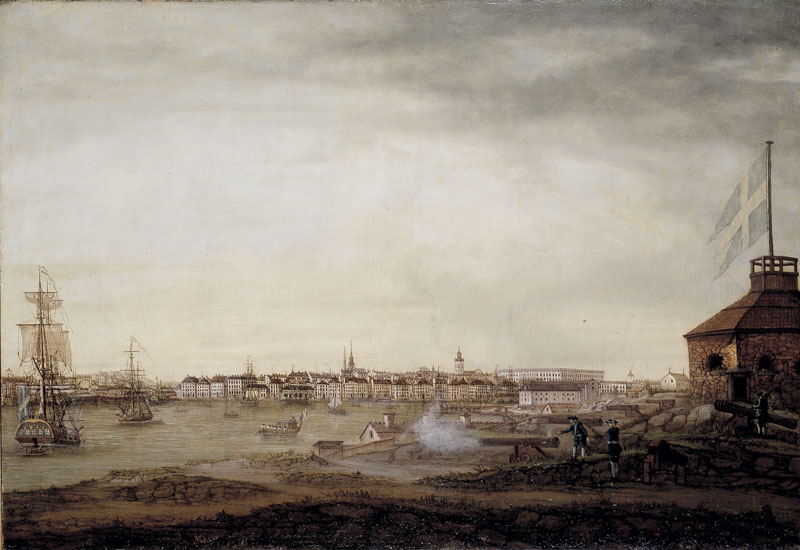
Från Kastellholmen mot Staden
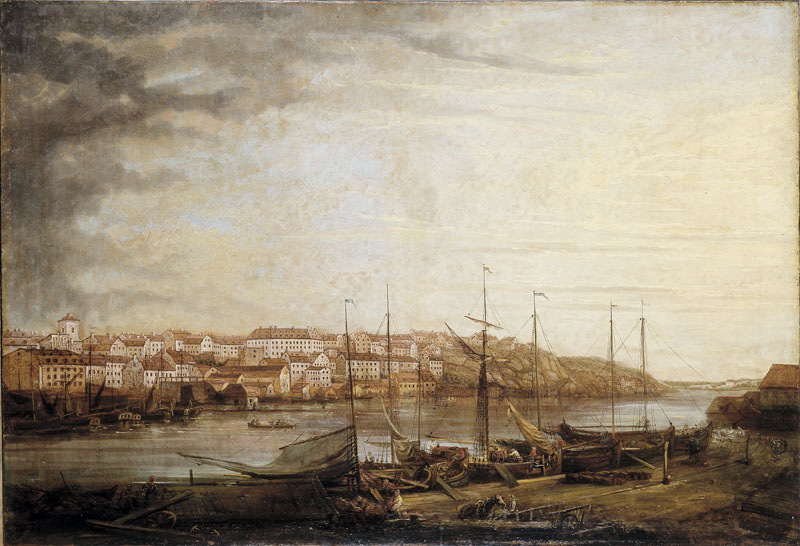
Från Kornhamnstorg mot Söder
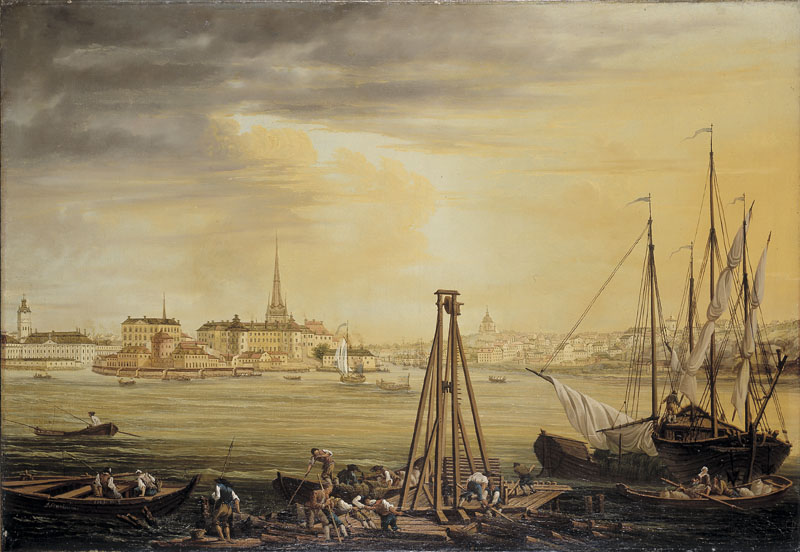
Utsikt över Riddarholmen
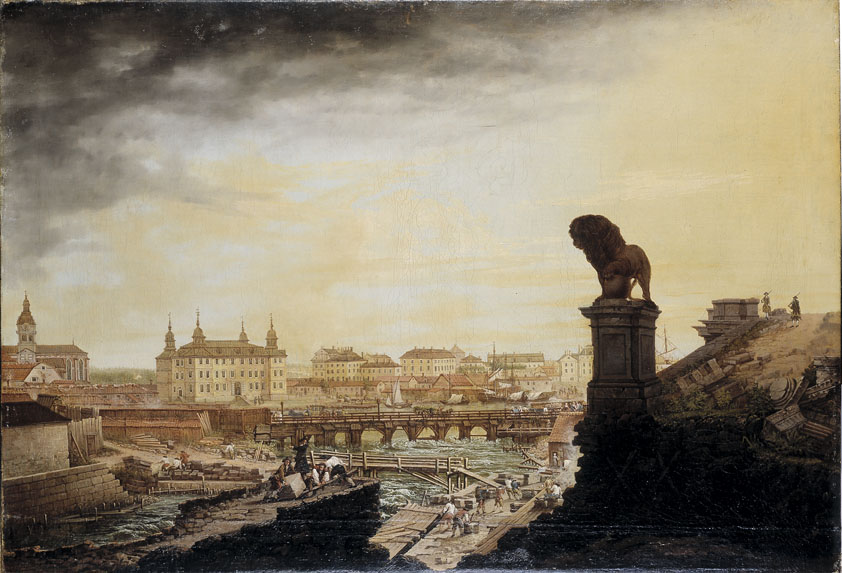
Utsikt över Lejonbacken och Slaktarhusbron